# SSF (emulatore)
L'SSF è un emulatore di Sega Saturn per sistemi Windows.
L'SSF, oltre che emulare quasi completamente l'hardware Saturn, emula anche la controparte arcade del sistema Sega, il Sega Titan, e integra  tutte le funzionalità del Sega Saturn originale come l'orologio interno (utile per giochi come Christmas Nights) e la gestione della memoria interna.
Il BIOS non è integrato nell'emulatore.

## Caratteristiche
L'SSF ha una risoluzione dell'immagine di 640x480 (Almeno il doppio di quello di un saturn normale), sia a schermo intero sia in modalità finestra, e non è modificabile.  I giochi che usano la risoluzione 352x240 invece vengono scalati a 704x480, a schermo intero invece l'emulatore utilizza la risoluzione più vicina al gioco emulato.
Si può attivare o disattivare lo scanline, il  Vsync e l'opzione per utilizzare il DirectDraw, ma non ci sono altre opzioni grafiche, visto che l'SSF emula i giochi attraverso un software rendering.
A causa dell'estrema difficoltà ad emulare l'hardware saturn, l'SSF richiede un sistema medio – alto per essere eseguito al meglio.
L'emulatore per essere eseguito ha bisogno di almeno una scheda video compatibile con le directX 9.0c e 256 Mb di ram e un processore da 3ghz. La velocità dei giochi oltre a dipendere dai componenti hardware, può variare anche da come si impostano le opzioni grafiche, infatti si può ottenere buona velocità nei giochi a discapito della qualità video.
Comunque sia per giocare al meglio è consigliato un sistema dual core, una scheda video da 512Mb e 1 giga di ram.

### Requisiti di sistema
|                   | Minimi                                          | Consigliati                                             |
| ----------------- | ----------------------------------------------- | ------------------------------------------------------- |
| Processore        | Processore Intel Pentium 4 o AMD da 3 GHz       | Processore Intel Core 2 Duo, Quad Core, Core i7, Phenom |
| RAM               | 256 MB                                          | 512 MB (consigliato almeno 1 GB)                        |
| Scheda video      | Scheda compatibile con le DirectX 9.0c da 256Mb | Scheda Video da 512 Mb                                  |
| Scheda audio      | Compatibile con le DirectX 9.0c                 |                                                         |
| Sistema operativo | Windows 2000, Windows XP, Vista                 |                                                         |

## Stato del emulatore
| Componente                                  | Percentuale |
| ------------------------------------------- | ----------- |
| x2 SuperH 32-bit processor                  | 100%        |
| 68000 microprocessor                        | 100%        |
| VDP1 32-bit Processor                       | 95%         |
| VDP2 32-bit background and scroll processor | 95%         |
| System Manager & Peripheral Control         | 100%        |
| System Manager & Peripheral Control         | 100%        |
| Saturn Custom Sound Processor               | 95%         |
| CD Block                                    | 85%         |